# 둠: 더 다크 에이지스
둠: 더 다크 에이지스(Doom: The Dark Ages)는 2025년 1인칭 슈팅 게임으로, 이드 소프트웨어가 개발하고 베데스다 소프트웍스가 배급했다. 이 게임은 둠 이터널 (2020)에 이은 둠 프랜차이즈의 여덟 번째 주요 작품이다. 이 게임은 둠 (2016)보다 수년 전을 배경으로 하며, 지옥과의 전쟁에서 인류를 구하려는 둠 슬레이어의 노력을 다룬다.
이드 소프트웨어는 2021년 둠 이터널의 출시 후 캠페인인 고대 신들이 완료된 후 다크 에이지스 작업을 시작했으며, 2022년 8월까지 본격적인 생산에 들어갔다. 이 게임은 2024년 6월에 발표되었다.
둠: 더 다크 에이지스는 2025년 5월 15일 플레이스테이션 5, Windows, 엑스박스 시리즈 X/S로 출시되었으며, 엑스박스 게임 패스 구독자에게는 출시 첫날부터 포함되었다. 이 게임은 긍정적인 평가를 받았고 첫 주에 3백만 명의 플레이어를 달성했다.

## 게임 플레이
둠 시리즈의 이전 작품인 둠 (2016)과 둠 이터널 (2020)이 빠른 속도의 곡예적인 전투에 중점을 두었던 반면, 둠: 더 다크 에이지스는 더 무겁고 현실적인 전투 경험으로 전환하여 전략적 교전에 중점을 둔다. 둠 슬레이어는 강화된 근접 공격 옵션과 전투 중 향상된 제어를 위한 슬로우 모션 영광의 죽음 기능을 갖춘 "철 탱크"로 묘사된다. 실드 톱의 도입으로 단일 입력으로 방어, 패링, 공격이 가능하다. 새로운 무기로는 뼈 조각을 발사하는 스컬 크러셔가 포함된다. 건틀렛, 철퇴, 플레일과 같은 근접 무기도 사용할 수 있다. 더 다크 에이지스는 플레이어가 사이버네틱 용과 30층 높이의 아틀란 메카와 같은 차량을 조종하여 특정 구간에서 적과 싸울 수 있는 최초의 둠 게임이다. 서사는 스토리텔링에 더 큰 중점을 두어 더 많은 컷신과 캐릭터 개발을 통해 둠 슬레이어의 기원에 대한 더 깊은 통찰력을 제공한다.

## 줄거리
지옥이 화성과 지구를 침공하기 훨씬 전, 아르젠트 드누르의 나이트 센티넬과 그들의 동맹인 메이커는 아르젠트의 심장을 노리는 지옥 세력과 격렬한 전쟁을 벌이고 있었다. 메이커에 의해 강화된 둠 슬레이어는 인류에게 유리하게 전세를 바꾸기 위해 배치된다. 그러나 슬레이어는 그의 주인 크리드 메이커가 테더라는 장치로 그의 정신을 억압하고 있었기 때문에 완전히 자유 의지로 싸우지 못한다. 한편, 지옥 세력의 지도자인 아즈라크 왕자는 슬레이어와 직접 싸우는 것이 무의미하다는 것을 깨닫고 심장을 찾는 데 노력을 집중한다.
아즈라크는 마침내 심장의 은신처를 찾아 공격하지만, 슬레이어와 노빅 왕은 힘을 합쳐 아즈라크를 저지하고 심장을 그의 손에 넣지 못하게 한다. 그러나 노빅은 슬레이어나 메이커를 완전히 신뢰하지 못해 심장을 자신이 보관하기로 결정한다. 아즈라크는 그 후 반격을 주도하여 센티넬 병력이 탈출하기 전에 그들을 포위하고 파괴하려 한다. 크리드는 자신을 보호하기 위해 슬레이어를 돕는 것을 거부한다. 악마들에게 무고한 사람들이 학살당하는 것을 원치 않은 슬레이어는 테더의 통제에서 벗어나 크리드를 강제로 전투에 다시 보낸다. 슬레이어는 센티넬이 탈출할 수 있을 만큼 악마들을 성공적으로 저지한다. 아즈라크는 노빅에게서 심장을 훔치지만, 그것이 텅 비어 쓸모없다는 것을 알고 격분한다. 다시 좌절한 아즈라크는 크리드에게 동맹을 제안한다. 크리드 자신도 슬레이어가 자신에게 등을 돌릴까 두려워하고 있었다. 한편, 슬레이어는 자신의 갑옷에서 테더를 제거하려 하지만 거의 성공하지 못하고, 티라 사령관은 아즈라크보다 먼저 심장의 동력원을 찾으라는 임무를 부여한다.
티라는 슬레이어의 방패를 강화하기 위해 고대 의식을 발동시키고, 슬레이어는 지옥에 있는 아즈라크의 요새를 공격하러 간다. 한편, 크리드는 티라의 의식 녹화본을 아즈라크에게 보내 센티넬을 배신한다. 아즈라크는 티라가 사실 심장의 동력원이라는 것을 깨닫고 그녀를 산 채로 붙잡으라고 명령한다. 아즈라크를 찾지 못한 슬레이어는 아르젠트 드누르로 돌아오지만 티라와 크리드가 악마들에게 붙잡힌 것을 본다. 그들을 따라가기 위해 슬레이어는 고대 올드 원을 다시 깨우고 그것을 따라 자신의 고향으로 돌아간다. 그러나 크리드가 슬레이어를 배신하고 아즈라크는 그를 압도하여 제압한다. 아즈라크는 티라가 망령의 영혼을 품고 있음을 밝히고, 심장에 동력을 공급하기 위해 그것을 추출한다. 크리드의 조언에 따라 슬레이어를 영구적으로 죽일 수 없기 때문에 그를 죽이는 대신, 아즈라크는 슬레이어를 감금하고 자신은 센티넬에 대한 최후의 공격을 이끈다.
세 명의 올드 원에 의해 감금된 슬레이어는 자신의 갑옷에 있는 테더를 자폭시켜 올드 원들과 자신을 죽인다. 그의 영혼은 지옥으로 보내지고, 그곳에서 그는 필사적으로 필멸의 영역으로 돌아가기 위해 싸운다. 발렌 사령관은 악마 의식을 통해 그를 부활시킨다. 슬레이어는 크리드의 배신에 대해 그를 죽이고, 다시 한번 아즈라크와 맞서 그를 물리치고 티라의 영혼을 해방시킨다. 아즈라크는 지옥으로 도망치고, 슬레이어와 티라는 그를 완전히 제거하기 위한 반격에 나선다. 슬레이어는 아즈라크를 궁지에 몰아 죽이고, 그의 군대는 후퇴하며 아르젠트 드누르를 구한다. 그 후, 메이커들은 크리드의 행동을 부인하고, 노빅과 발렌은 그들 가운데 남아있는 배신자들을 숙청할 계획을 세운다. 티라는 센티넬을 규합하며 메이커들에게가 아니라 자기 자신들에게 믿음을 가지라고 말한다. 한편, 슬레이어는 크리드의 함선을 장악하여 지옥에 대한 그의 십자군을 계속한다.

## 개발
둠 이터널의 두 번째 다운로드 가능 콘텐츠 (DLC) 캠페인인 고대 신들 - 파트 2가 2021년 3월에 출시된 후, 크리에이티브 디렉터 휴고 마틴은 고대 신들이 둠 (2016)으로 시작된 캐릭터의 아크를 완성하기 위한 것이었음에도 불구하고, 향후 게임에서 시리즈의 주인공 둠 슬레이어와 함께 더 많은 이야기를 탐구할 의향이 있다고 언급했다. 그가 표현한 한 가지 가능성은 이전 게임에 비해 더 판타지 미학에 뿌리를 둔 배경에서, 아르젠트 드누르에서 나이트 센티넬과의 슬레이어의 첫 만남에 대한 이야기를 들려주는 것이었다. 2021년 11월까지 이드 소프트웨어는 새로운 액션 1인칭 슈팅 게임의 사전 제작을 시작했다. 퀘이크콘 2022에서 수석 프로듀서 마티 스트래튼은 개발사가 다음 프로젝트에 착수했음을 확인했다.
2023년 9월, 제니맥스 미디어의 모회사인 마이크로소프트가 액티비전 블리자드 인수와 관련하여 FTC v. Microsoft 소송 중에 제출한 수많은 문서가 온라인에 유출되었다. 여기에는 개발 중인 여러 베데스다 소프트웍스 게임에 대한 내부 로드맵이 포함되어 있었다. 새로운 둠 작품인 둠: 이어 제로는 당시 베데스다의 2023 회계 연도 (2024년 3월 종료)에 출시될 예정이었으며, 두 세트의 다운로드 가능 콘텐츠 (DLC)는 각각 2023 회계 연도와 2024 회계 연도 (2025년 3월 종료)로 잠정적으로 날짜가 지정되었다. 둠: 더 다크 에이지스는 id Tech 8 엔진을 사용하며 고급 게임 물리를 특징으로 하며, 여기에는 파괴 가능한 환경이 포함된다.

## 출시

게임스컴 2024에 전시된 둠 슬레이어의 실물 크기 동상

2020년 9월, 둠 이터널 출시 후, 마이크로소프트는 베데스다의 모회사인 제니맥스 미디어를 75억 달러에 인수하는 계약을 체결하여, 현재 마이크로소프트 게이밍의 일부로서 이드 소프트웨어와 둠 라이선스를 포함한 베데스다의 모든 관련 개발 팀과 프랜차이즈에 대한 소유권을 획득했다. 둠: 더 다크 에이지스는 2024년 6월 9일 마이크로소프트의 엑스박스 게임 쇼케이스 행사에서 발표되었으며, 2025년에 Windows 및 엑스박스 시리즈 X/S로 출시될 것이 확인되었다. 발표 후, 플레이스테이션 5 버전도 다른 플랫폼과 같은 날 출시될 것이 발표되었다. 독점 출시를 하지 않기로 한 결정에 대해 필 스펜서는 둠 시리즈의 다른 플랫폼에서의 역사가 "모두가 플레이할 자격이 있다"고 생각하는 시리즈로 만들었다고 설명했다.
둠: 더 다크 에이지스는 2025년 5월 15일에 출시되었지만, 사전 주문 구매자에게는 사전 접속 기간을 제공했다. RTX 5070 이상 모델의 지포스 50 시리즈 그래픽 카드 구매자는 2025년 5월 21일까지 둠: 더 다크 에이지스 무료 사본을 받을 수 있었다. 또한, 에이수스는 베데스다 소프트웍스 및 이드 소프트웨어와 협력하여 둠: 더 다크 에이지스 디자인의 한정판 RTX 5080 ROG 아스트랄 그래픽 카드를 제공했다.

## 평가
둠: 더 다크 에이지스는 리뷰 애그리게이터 웹사이트 메타크리틱에서 비평가들로부터 "대체로 호의적인" 평가를 받았다. 오픈크리틱은 비평가들의 96%가 이 게임을 추천했다고 밝혔다.
평론가들은 혁신적인 전투 역학과 몰입감 있는 설정을 칭찬했다. IGN의 미첼 솔츠먼은 이 게임이 "둠 이터널의 이동성 중점을 제거했을지 모르지만", "시리즈에서 이전에 시도하지 않았던 매우 무게감 있고 강력한 플레이 스타일로 대체하며, 여전히 그 자체로 엄청나게 만족스럽다"고 썼다. 게임 인포머의 마커스 스튜어트는 이 게임을 "현대 둠이 그 어느 때보다 잘 실행된 것"이라고 묘사하며, 그의 기술을 시험하고 몰입하게 만든 "피투성이에 도전적이고 전략적인 스릴 넘치는 경험"을 강조했다. 게임스팟의 알레산드로 바르보사는 이 게임이 "동일한 정도로 재창조하고 제어하며, 매혹적인 뿌리에서 벗어나지 않으면서 시리즈를 대담한 새 방향으로 이끈다"고 말했다. PC 게이머의 모건 파크는 이 게임을 "탐닉적이고 맛있게 폭력적이지만, 놀랍도록 안전하다"고 평했다.
TheGamer의 제이드 킹은 더 다크 에이지스를 "환상적인 삼부작 중 가장 약한 작품"이라고 비판하며, 전투와 탐험에 추가된 요소에도 불구하고 더 많은 위험을 감수하고 둠 게임을 플레이하는 의미를 재창조하려는 경험을 선호할 것이라고 언급했다. 벌처는 더 다크 에이지스가 "재귀적"으로 느껴진다고 썼으며, 혁신적인 시도에도 불구하고 폭력의 어휘를 확장하지 못하고 이전 작품에 너무 얽매여 있다고 지적했다. 워싱턴 포스트는 이 게임이 방패 기반 전투 시스템을 통해 세련된 1인칭 액션 게임 플레이를 도입했지만, 특징적인 "영광의 죽음"이 없고 음악의 영향력이 떨어진다는 단점이 있다고 평했다.

### 플레이어 수
둠: 더 다크 에이지스는 출시 첫 주에 3백만 명의 플레이어를 달성하여 둠 이터널보다 7배 빠른 속도를 보였으며, 이는 이드 소프트웨어 역사상 가장 큰 출시 기록이다. 그러나 이 게임은 출시와 동시에 엑스박스 게임 패스에 포함된 최초의 둠 게임이기도 했다.